# Kloster Heiligenberg

Siegel des Klosters Heiligenberg von 1298

Kloster Heiligenberg ist ein ehemaliges Prämonstratenser-Stift aus dem 13. Jahrhundert im niedersächsischen Flecken Bruchhausen-Vilsen im Landkreis Diepholz. Es befand sich innerhalb einer Ringwallanlage, deren Wälle größtenteils erhalten sind.

## Geschichte

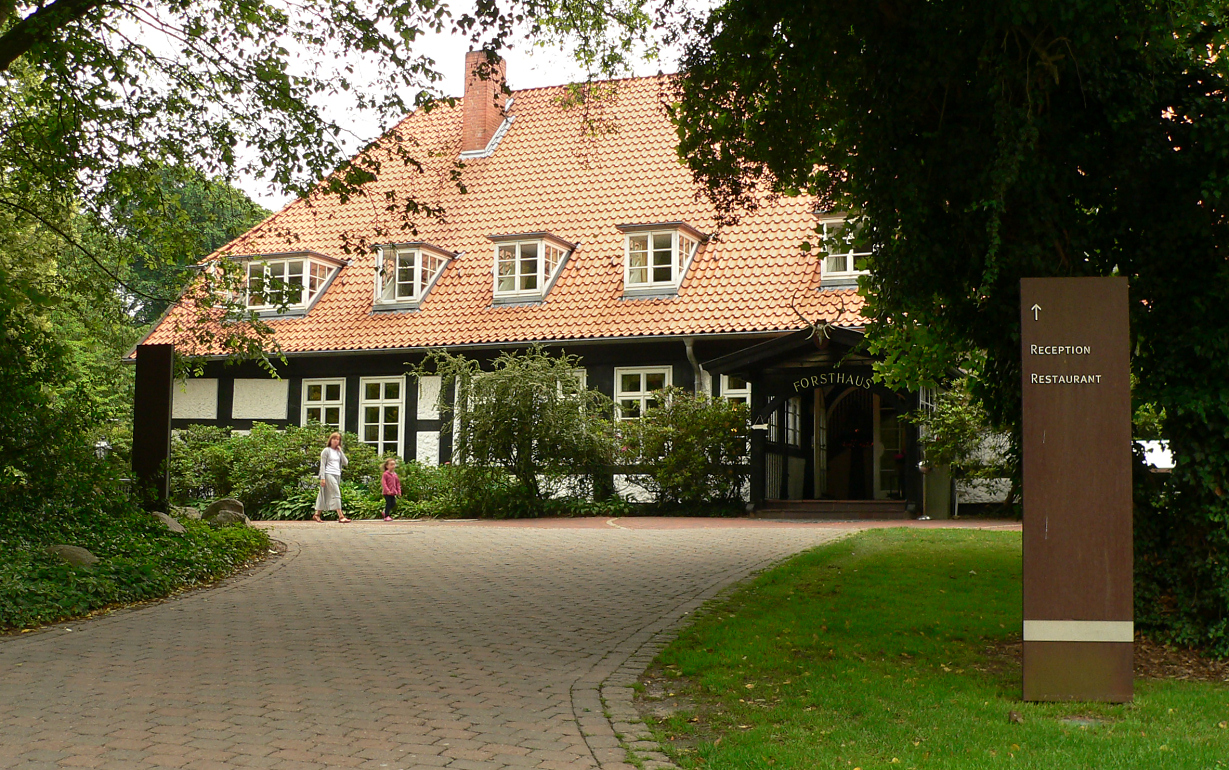
Früheres Forsthaus aus dem 18. Jahrhundert, heute Hotelanlage

Das heute umgangssprachlich als „Kloster“ bezeichnete Prämonstratenser-Stift Heiligenberg ist zwar urkundlich zuerst 1223 bezeugt, doch beweisen die parallel in verschiedenen Niederlassungen der Prämonstratenser geführten Abteilisten, dass der Orden 1218 von der Örtlichkeit im Erzbistum Bremen Besitz ergriffen hatte. Der bereits 1219 verstorbene Erzbischof Gerhard I. von Bremen hatte der Stiftung durch sechs Grafenbrüder von Wernigerode die Pfarrkirche zu Vilsen hinzugefügt. Das Stift war Gottesmutter Maria und dem Heiligen Thomas von Canterbury gewidmet. Die Verehrung des englischen Märtyrers Thomas Becket weist auf enge Beziehungen zum Welfenhaus, damals repräsentiert durch Kaiser Otto IV. und Pfalzgraf Heinrich. Die schon zuvor als Heiligenberg bezeichnete Örtlichkeit diente, wie archäologische Untersuchungen beweisen, vom 9. bis 12. Jahrhundert als Adelssitz. 1217/1218 schrieb Gervasius, Abt des Kanoniker-Ordens der aus der Primarabtei Prémontré einen Brief an Papst Honorius III. und ersuchte diesen um Schutz für die zu gründende Abtei. Dieser Brief, der zu Unrecht als Fälschung verdächtigt worden ist, nennt einen Grafen C. bzw. G. von Wernigerode vor seinen fünf Brüdern als federführend. Die beste handschriftliche Überlieferung bevorzugt die Initiale C. Aufgrund neuester landeshistorischer Forschungen kann es als sicher gelten, dass es sich um den Ältesten der sechs Grafenbrüder, Konrad I., gehandelt hat. Das Stift existierte bis 1543.
Anfangs übte Bischof Adolf von Osnabrück aus dem Hause der Grafen von Tecklenburg das Amt des geistlichen Protektors aus. Weltliche Schutzherren waren vielleicht schon seit dem vierten Jahrzehnt des 13. Jahrhunderts die Grafen von Oldenburg-Bruchhausen, auf deren Territorium das Stift lag. Nach dem Erwerb der Grafschaft Bruchhausen durch die Grafen von Hoya ging das Vogtei-Amt an diese über. Während des sich entwickelnden Landeskirchenregiments der Hoyaer Landesherren setzte sich die Bezeichnung „Kloster“ für das Stift durch.
Von der Abtei Heiligenberg ging im 14. Jahrhundert die Gründung des Stifts Heiligenthal bei Kirchgellersen und (später) in Lüneburg aus. Nach der Reformation löste sich der Prämonstratenser-Konvent im Jahre 1535 auf. Die Handvoll Kanoniker, die die Reformation angenommen hatten, blieben noch bis zur endgültigen Säkularisation 1543 durch Graf Jobst II. von Hoya übrig bzw. übernahmen Ämter als lutherische Pfarrer bzw. Küster. Der Verdener Historiker Hartmut Bösche publizierte den bis dahin unedierten Bibliothekskatalog der Heiligenberger Chorherren von 1539. Er enthält 129 Titel, die jetzt ausführlich erläutert vorliegen. Bösche gelang es auch, einen spätgotischen Kelch aus dem Inventar des Stifts ausfindig zu machen, der sich heute in der ev,-lutherischen Pfarrkirche Asendorf, Ldkr. Diepholz befindet. Ein bisher verschollenes Kopialbuch des Stifts wurde während der unten genannten Tagung dem Verleger Stefan Eick angeboten. Der Verbleib dieser wichtigen Quelle ist unbekannt.
Der Heimatforscher Heinrich Bomhoff entdeckte überdies in der ehemaligen Prämonstratenserstiftskirche Clarholz ein Reliquienkästchen mit Thomas-Becket-Darstellungen, das wahrscheinlich über die Tecklenburger Grafen aus Heiligenberg dorthin gelangt ist.
1563 war die Kirche bereits zur Ruine verfallen. In der Zeit von 1563 bis 1620 gehörten die Wirtschaftsgebäude und der Landsitz als Vorwerk zum Bruchhauser Witwensitz der letzten Gräfin von Hoya. Diese nutzte die aufgegebenen kirchlichen Bauten als Steinbruch zur Errichtung ihres Schlosses in Bruchhausen. Die letzten Teile der Klostergebäude wurden 1607 abgetragen. In der 2. Hälfte des 17. Jahrhunderts benutzten die Herzöge von Braunschweig-Lüneburg zu Celle das Bruchhauser Schloss als Sommerresidenz; von dort aus gingen sie zur Reiherjagd auf den Heiligenberg. Im Jahr 1794 wurde das Vorwerkgebäude zur Dienstwohnung des reitenden Försters umgebaut; das Forsthaus erhielt eine Schankerlaubnis. 1962 wurde es vom Forstamt Syke verkauft und 1966 das Restaurant „Forsthaus Heiligenberg“ eröffnet. Dieses wurde im Jahr 2001 zu einem Hotel und Tagungshaus erweitert, mit Gestaltung eines Rosen- und Kräutergartens.
Im Jahr 2018 fand seitens der Gemeinde Bruchhausen-Vilsen eine 800-Jahr-Feier zum Bestehen des Klosters statt. Die schon früher von dem Archäologen Friedrich-Wilhelm Wulf mit dem Mediävisten Söhnke Thalmann geplante interdisziplinäre Tagung „Die Prämonstratenser in Norddeutschland“ wurde in Zusammenarbeit mit der Universität Vechta unter Leitung von Bernd Ulrich Hucker auf dem Heiligenberg und in Bruchhausen-Vilsen durchgeführt. Sie war dem Gedenken der um die Heiligenberger Historie verdienten Forscher Heinrich Bomhoff und Söhnke Thalmann gewidmet.

## Ringwall

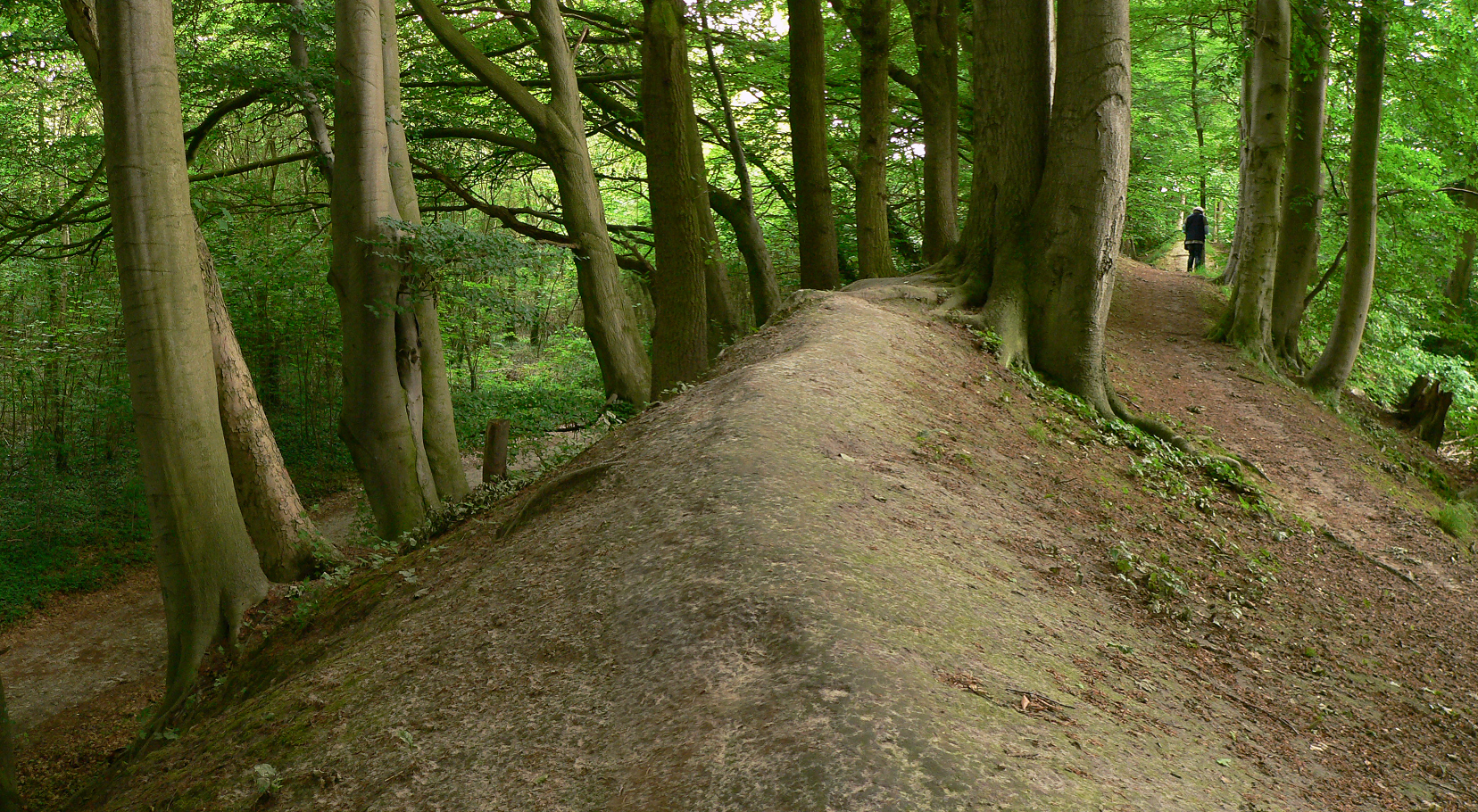
Ringwall

Der Ringwall „Heiliger Berg“ liegt auf einer Terrasse, die auf drei Seiten von Bachtälern umgeben ist und dadurch einen spornartigen Charakter aufweist. Es handelt sich dabei um die drittgrößte Burganlage Niedersachsens. Das ca. 3,5 ha große Burgareal besitzt eine unregelmäßige Form bei einer maximalen Größe von 465 × 240 m. Gegen Nordosten ist es durch steile Hangkanten zu den natürlichen Geländeeinschnitten geschützt. Hier sind am Hangrand nur niedrige Wälle aufgeschüttet. Die Südwestseite wird hingegen durch einen 15–20 m breiten und noch bis zu 8,40 m hohen Abschnittswall geschützt. Ein vorgelagerter Graben ist nur in der geophysikalischen Prospektion erkennbar. Die Brustwehr des Walls war innen teilweise mit Steinen gepflastert. An seinem Nordende dürfte sich ein Tor befunden haben. Die Befestigung setzt sich als 1,5 m hoher Randwall nach Südosten fort und endet an einem Hohlweg. Jenseits des Weges befinden sich weitere Wallreste. Hier dürfte sich ein zurückgezogenes Tor mit überlappenden Enden befunden haben. Im Südosten ist der Ringwall durch Baumaßnahmen vor dem Ersten Weltkrieg und im Zweiten Weltkrieg gestört.
Südlich der Anlage beginnt am Ostrand einer Erosionsrinne ein maximal 2 m hoher, 10 m breiter und 95 m langer Abschnittswall mit 10 m breitem und 2 m tiefen, vorgelagerten Graben. Ihm ist noch weiter südlich ein 360 m langer, schwächer ausgebildeter Wall von max. 5 m Breite und 1 m Tiefe vorgelagert, der zahlreiche Lücken aufweist.
Es existieren keine Schriftquellen, die sich auf diese Burganlage beziehen ließen. Ihr gesamter Charakter und zwei Fibelfunde deuten auf einen karolingerzeitlichen Ursprung der Anlage hin. Ihr Ende hat die Burg wohl im 11. Jahrhundert, spätestens aber mit der Klostergründung 1218 gefunden.

## Archäologische Untersuchungen
Eine erste archäologische Untersuchung des Geländes innerhalb der Wallanlage fand vor der Errichtung eines Gästehauses des Hotels im Herbst 2011 auf einer Fläche von fast 1000 m² statt. Dabei wurden rund 100 archäologische Befunde in Form von Pfostenlöchern und Abfallgruben festgestellt und Keramikfragmente als Siedlungsspuren aus dem 9. Jahrhundert gefunden. Die Befunde lassen auf ein 13 × 15 Meter großen Bau mit Ziegeldach schließen, bei dem es sich um eine Kirche des Prämonstratenser-Klosters gehandelt haben könnte.
Die Untersuchungen bestätigten die Einschätzung verschiedener Historiker, dass Heiligenberg vor der Gründung des Prämonstratenser-Stifts ein bereits im Frühmittelalter errichteter Herrschaftssitz war, der mit Hauptburg, innerer und äußerer Vorburg mehr als sieben Hektar Fläche einnahm.

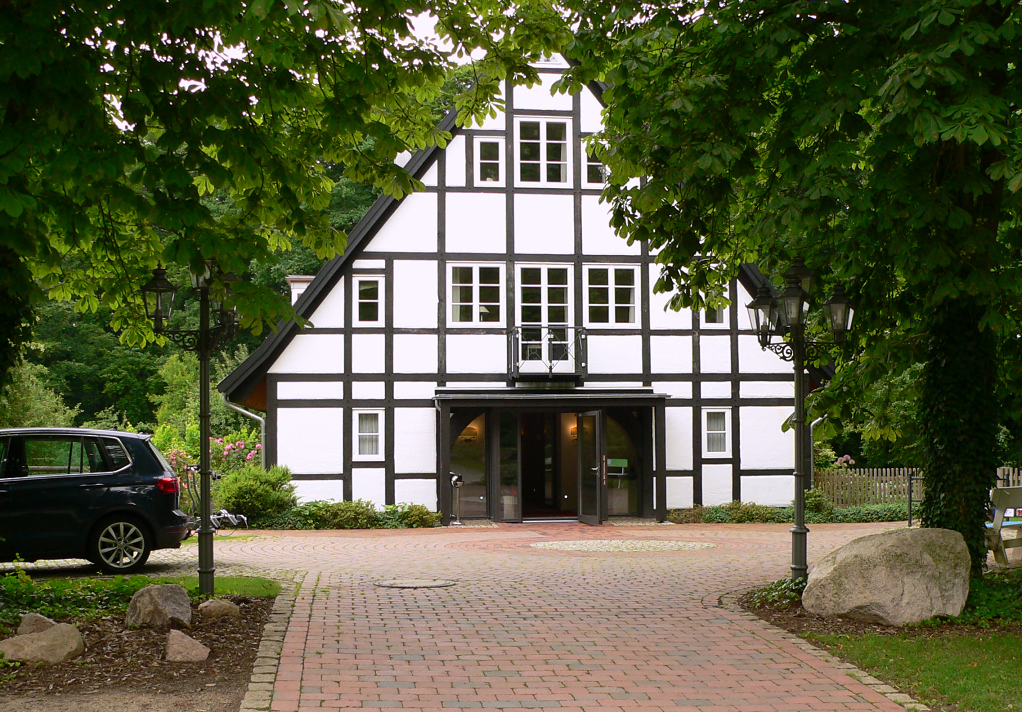
Neu erbautes Gästehaus, dessen Baugrund im Jahr 2011 archäologisch untersucht wurde

Im Winter 2012/2013 wurde eine geophysikalische Prospektion und ein Airborne Laserscanning von rund 4 km² vorgenommen. Dabei wurden im Boden Rechteckstrukturen gefunden, die auf frühere Gebäude schließen lassen.
2013 wurde der Vechtaer Mediävist Bernd Ulrich Hucker auf eine mutmaßlich prähistorische Quelle, den sogenannten Paterborn, im Taleinschnitt nördlich der ehemaligen Stiftsanlage aufmerksam. Daraufhin wurde die Sandsteinfassung der Quelle seitens des Restaurant- und Hotelbetriebes „Forsthaus Heiligenberg“ freigelegt.
2014 nahm das Niedersächsische Landesamt für Denkmalpflege auf 17 Meter Länge und 4 Meter Breite einen Grabungsschnitt durch den äußeren Vorwall der Vorburg vor. Der 1,8 Meter hohe Wall besteht unter einem 10 cm starken humosen Oberboden aus feinsandigem Schluff. Hinweise auf Einbauten ließen sich im Wallkörper nicht feststellen, in dem sich aber einzelne Keramikscherben und Eisenfragmente fanden. Den Vorwall schützte ein vorgelagerter zwei Meter tiefer und 1,20 Meter breiter Sohlgraben. Insgesamt konnten durch die Grabung Fragen zur Bauweise des Walls, seines Zwecks und zur Datierung nicht im erhofften Umfang geklärt werden. Beim Wall der Vorburg handelte es sich vermutlich um eine Erdkonstruktion ohne Verstärkung durch Holz- oder Steinbauten.
Im Zusammenhang mit der 800-Jahr-Feier des Klosters im Jahr 2018 nahm das Niedersächsische Landesamt für Denkmalpflege in Kooperation mit der Martin-Luther-Universität Halle-Wittenberg im August und September 2018 eine weitere Ausgrabung auf einer heutigen Weide im Inneren der Anlage auf einer 4 × 20 Meter großen Fläche vor. Dabei wurde im Boden eine Mauerecke aus Ziegeln im Klosterformat entdeckt, die vermutlich zu einem Gebäude des Klosters gehörte. Fundstücke waren Fragmente von Dachziegeln des Typs Mönch und Nonne sowie grünliches Fensterglas und Eisennägel.
2019 kam es zu einer mehrwöchigen Fortsetzung der Ausgrabung des Jahres 2018. Dabei wurden zwei Bodenschichten mit Schutt untersucht, um die baulichen Strukturen der Anlage zu klären. Die darin gefundene Keramik untergliedert die Nutzungsphase des Stiftes in zwei Phasen. Eine Phase ließ sich anhand von Backstein- und Ziegelresten in das 14. Jahrhundert datieren. Dies war ein prosperierender Zeitabschnitt, in dem das Stift in den Lüneburger Raum expandierte.
Die zweite Phase datiert auf das Ende der Anlage im 16. Jahrhundert, als Graf Albrecht von Hoya die Stiftsgebäude auf Abbruch verkaufte und die Reste sprengen sowie niederreißen ließ. Die Asche und Holzkohlereste in der Schicht sowie die Glasierungen und Verschlackungen an Backsteinen weisen auf einen extremen Brand hin. Später wurde das Material zur Errichtung eines kleinen Gebäudes in dem Bereich wieder verwendet.
Ein herausragendes Fundstück aus der Zeit um 1240–1250 ist ein spitzovales Typar aus einer Kupferlegierung mit der Darstellung eines Juden am Hinterteil eines Schweins. Die Umschrift des Siegelstempels lautet SECRETUM IACOBI PIL BREMENSIS. Glaubte man zunächst an einen jüdischen Pfandleiher als ursprünglichen Besitzer, so haben jüngere Untersuchungen einen Bremer Bürger oder Ministerialen als Siegelführer wahrscheinlich gemacht. Ungelöst ist gleichwohl die Frage, warum Jacob Pil, von dem man sonst nichts weiß, dieses beleidigende Motivs der Judensau in sein Siegel schneiden ließ.
Es ist das älteste erhaltene Bremer Bürgersiegel und eines der ältesten deutschen Beispiele überhaupt.

## Heutiger Zustand

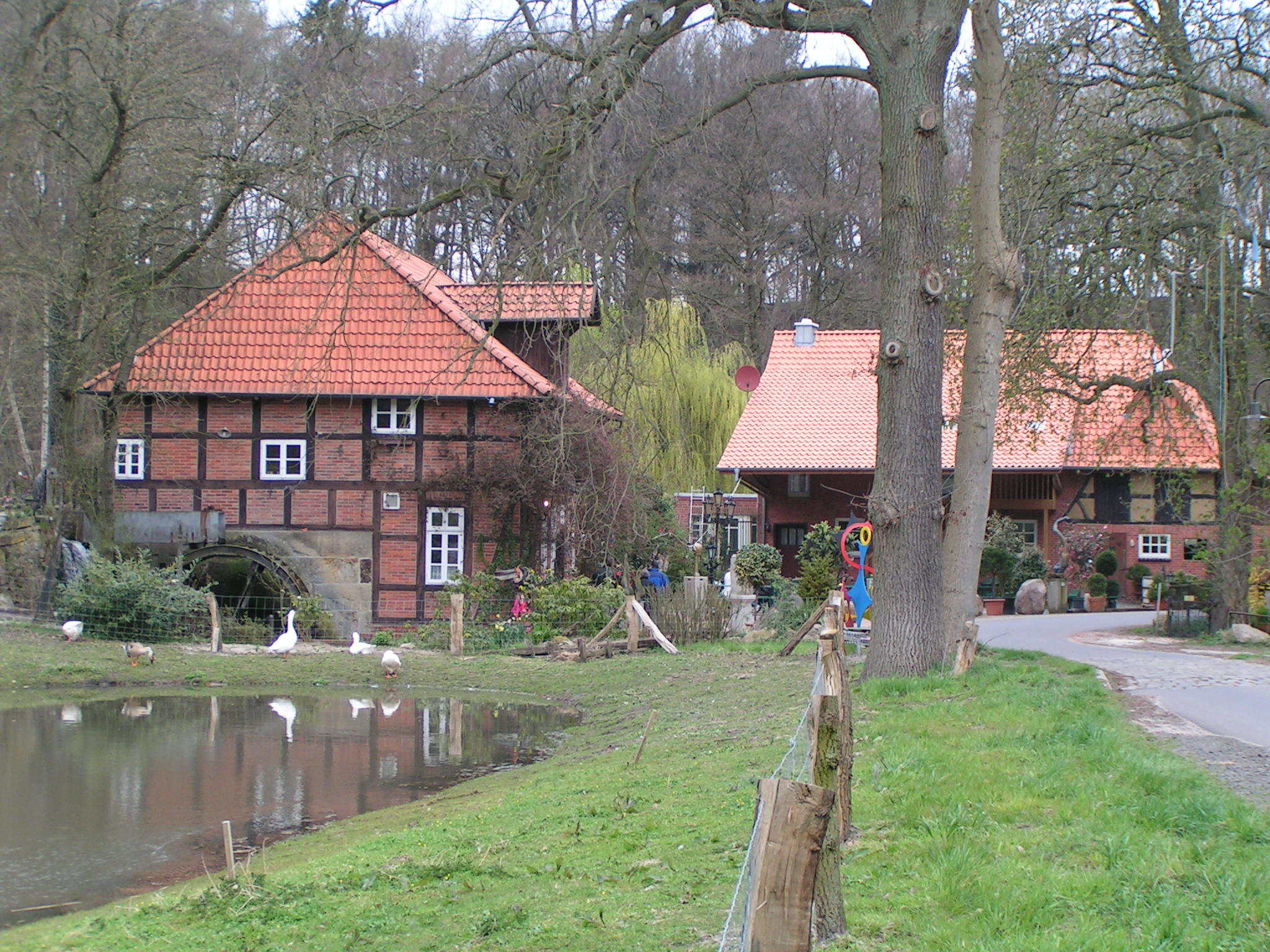
Klostermühle Heiligenberg (2007)

Vom Kloster haben sich keine baulichen Reste erhalten. Das weiträumige ehemalige Klostergelände ist heute das „Erholungsgebiet Heiligenberg“. Dazu gehören die Reste des Ringwalls, ein künstlicher Wasserlauf hinlaufend zur jahrhundertealten „Klostermühle“ – heute Gasthof „Klostermühle“ – und das 1966 eröffnete Restaurant „Forsthaus Heiligenberg“. Ein alter Ziehbrunnen neben diesem Restaurant, das Bruchstück eines Grabsteins, auf dem kniende Personen zu erkennen sind, und der Paterborn (siehe archäologische Untersuchungen) erinnern an das ehemalige Stift. Über den Mühlendamm führt seit Jahrhunderten ein Fußpfad durch einen Hohlweg in nördlicher Richtung zur Pfarrkirche St. Martin (nicht Cyriakus) von Vilsen, die bis zur Reformation als Stiftskirche diente.